# Krombia khorgosalis
Krombia khorgosalis is een vlinder uit de familie van de grasmotten (Crambidae), uit de onderfamilie van de Glaphyriinae. De wetenschappelijke naam van deze soort is voor het eerst gepubliceerd in 2012 door Patrice Leraut. 
De soort komt voor in Kazachstan.